# Miyagi-gun

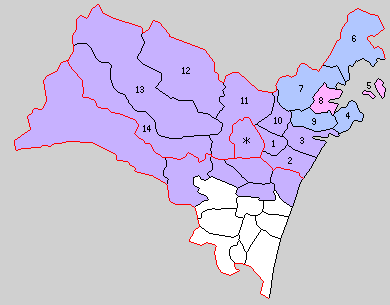
Gemeinden im Miyagi-gun nach der Einführung der preußisch beeinflussten Landesgliederung 1889:
1. Hara-no-machi (原町)
2. Shichigō-mura (七郷村)
3. Takasago-mura (高砂村)
4. Shichigahama-mura (七ヶ浜村)
5. Urato-mura (浦戸村)
6. Matsushima-mura (松島村)
7. Rifu-mura (利府村)
8. Shiogama-machi/-chō (?; 塩竈町)
9. Tagajō-mura (多賀城村)
10. Iwakiri-mura (岩切村)
11. Nanakita-mura (七北田村)
12. Izumidake-mura (泉嶽村)
13. Ōsawa-mura (大沢村)
14. Hirose-mura (広瀬村)
- (schon seit 1878 als Sendai-ku vom Kreis getrennt): Sendai-shi

Miyagi (jap. 宮城郡 Miyagi-gun, hist. Lesung Miyagi no kōri) ist der als ursprünglicher Verwaltungssitz namensgebende Kreis (-gun) der japanischen Präfektur (-ken) Miyagi.
Im antiken Ritsuryō-System war er einer der nach der Ausweitung des japanischen Reichsgebiets auf ganz Honshū 35 Kreise der Provinz Mutsu, nach deren Teilung in der Meiji-Restauration ein Kreis der Provinz Rikuzen. Mit der Stadt Sendai befand sich im Kreis Miyagi die Hauptstadt des frühneuzeitlichen Fürstentums (-han) Sendai und der daraus entstandenen Präfektur Sendai, die bald darauf in Miyagi umbenannt wurde. Bei der Reaktivierung der Landkreise als moderne Verwaltungseinheit 1878/79 wurde die Hauptstadt als Sendai-ku (~ „Stadtkreis Sendai“) vom Landkreis Miyagi abgetrennt; Sitz der Kreisverwaltung von Miyagi wurde das Dorf Minaminome (南目村, ab 1889 Stadt Hara/Hara-no-machi, 1928 zur Stadt Sendai). Seit 1987, als die nach dem Zweiten Weltkrieg gegründete Stadt Miyagi nach Sendai eingemeindet wurde, besteht der Kreis Miyagi noch aus drei Gemeinden: den Städten (-machi/-chō) Matsushima, Rifu und Shichigahama.